# 福士珠美
福士 珠美（ふくし ますみ、1965年3月24日 - ）は、日本の政治家、元アナウンサー。立憲民主党所属の参議院議員（1期）。1987年から2010年まで青森テレビでアナウンサーを務めた。

## 来歴
青森県北津軽郡金木町（現：五所川原市）生まれ。青森県立青森高等学校（33回生）、日本大学法学部新聞学科（牧田ゼミ）卒業。1987年に青森テレビへアナウンサーとして入社。生ワイド番組『おしゃべりハウス』の初代キャスターを務めたほか、放送部、ワイド番組部、編成部、報道部、業務部、営業部と転業転職に等しい異動を経験した。
2020年11月に同局を退社した後、2015年にあおもり藍に関する特別番組をプロデュースしたことがきっかけで株式会社BLUE LINK PEOJEECTを設立した。翌月、青森市古川にあおもり藍の製品をそろえた店舗をオープンした。
2025年2月15日、立憲民主党青森県連の要請を受けて第27回参議院議員通常選挙に青森県選挙区（改選数1）から公認で出馬する意向を固めたと報じられた。2月18日、青森県選挙区総支部長に就任。日本共産党青森県委員会は前年11月に青年学生部長の荻野優子の擁立を決定していた。6月1日、立憲民主党青森県連代表の田名部匡代は八戸市で国政報告会を開いた際、野党共闘の重要性を訴えたが、候補者一本化は実現しなかった。
同年7月3日に参院選が公示され、青森県選挙区には福士、自由民主党現職の滝沢求、参政党新人、日本共産党新人、NHK党新人の計5人が立候補の届出を出した。7月16日に時事通信が終盤情勢を発表し、「福士がやや先行し、滝沢が懸命に追う」と報じた。7月20日、参院選執行。投票締め切りの20時直後に青森テレビは福士の当選確実を報じた。津軽五所川原地方で強い支持を集めた福士が初当選した。

## 主な出演番組
- おしゃべりハウス（『おしゃべりハウス1050』）
- ATVニュースワイド

## 選挙歴
| 当落 | 選挙                     | 執行日         | 年齢 | 選挙区       | 政党       | 得票数     | 得票率 | 定数 | 得票順位 /候補者数 | 政党内比例順位 /政党当選者数 |
| ---- | ------------------------ | -------------- | ---- | ------------ | ---------- | ---------- | ------ | ---- | ------------------ | ---------------------------- |
| 当   | 第27回参議院議員通常選挙 | 2025年07月20日 | 60   | 青森県選挙区 | 立憲民主党 | 21万4613票 | 39.39% | 1    | 1/5                | /                            |